# 佐伊·克拉克
佐伊·克拉克（英語：Zoey Clark，1994年10月25日—），英国女子田径运动员，2017年世界田径锦标赛女子4×400米接力银牌得主、2018年世界室内田径锦标赛女子4×400米接力铜牌得主、2022年英联邦运动会女子4×400米接力铜牌得主。